# Katrien Schryvers
Pour les articles homonymes, voir Schryvers.
Katrien Schryvers, née le 11 janvier 1964 à Deurne est une femme politique belge flamande, membre du CD&V.

## Fonctions politiques
- Bourgmestre de Zoersel
- Députée fédérale
  - du 21 décembre 2007 au 30 décembre 2008 en remplacement d'Inge Vervotte, ministre
- députée au Parlement flamand :
  - du 7 juin 2009 au 25 mai 2014
  - du 15 octobre 2014 en suppléance de Kris Peeters, ministre fédéral, empêché.

## Décoration
- Officier de l'ordre de Léopold (2024)[1].